# Kevonones mexicanus
Kevonones mexicanus is een hooiwagen uit de familie Cosmetidae.